# Lapoo (sjö i Vichtis, Nyland, Finland)
Lapoo eller Lappajärvi är en sjö i Finland. Den ligger i kommunen Vichtis i landskapet Nyland, i den södra delen av landet, 40 km nordväst om huvudstaden Helsingfors. Lapoo ligger 85,5 meter över havet. Den är 3,23 meter djup. Arean är 1,12 kvadratkilometer och strandlinjen är 7,18 kilometer lång. Sjön  ingår i Karisåns huvudavrinningsområde.   Den ligger vid sjön Vihtijärvi. I omgivningarna runt Lapoo växer i huvudsak blandskog.
I övrigt finns följande i Lapoo:
- Porrinkari (en ö)

I övrigt finns följande vid Lapoo:
- Niemenjärvi (en sjö)
- Vihtijärvi (en sjö)